# مضاوي الرشيد
مضاوي بنت طلال بن محمد الرشيد (مواليد أكتوبر 1962 في باريس، فرنسا - )؛ أستاذة علم الإنثربولوجيا الديني، في قسم اللاهوت والدراسات الدينية بكلية الملوك بجامعة لندن، وحفيدة آخر حاكم من أسرة الرشيد الحاكمة في حائل، (1830 - 1921) : (والدها طلال المحمد الطلال الرشيد).
وتعمل مضاوي الرشيد على النقاشات الدينية السياسية في المملكة العربية السعودية خاصة بعد أحداث 11 سبتمبر 2001. حيث قامت بتأليف العديد من الكتب والمقالات في المجلات الأكاديمية عن شبه الجزيرة العربية، والهجرة العربية، والعولمة، والجنس، والتعددية الدينية. اعتبارًا من 2016، تشتغل في منصب أستاذة أبحاث زائرة في معهد الشرق الأوسط بجامعة سنغافورة الوطنية، وهي أيضا نشطة على موقع التواصل الاجتماعي تويتر.

## خلفية
وُلدت مضاوي الرشيد في باريس لأب سعودي وأم لبنانية. ينحدر والدها من سلالة آل رشيد. بعد وقت قصير من ولادتها، انتقلت رفقة عائلتها إلى المملكة العربية السعودية وهُناك نشأت.
في عام 1975، تم اغتيال الملك فيصل ملك المملكة العربية السعودية على يد ابن أخيه فيصل بن مساعد، حيث أن والدة بن مساعد هي أخت والد مضاوي الرشيد. اتهمت الحكومة السعودية عائلة آل رشيد بالوقوف وراء الاغتيال. تبين لاحقا أن هذه الاتهامات غير صحيحة، لكن في عام 1975 انتقلت عائلة الرشيد إلى لبنان، حيث أنهت الرشيد شهادة البكالوريا في عام 1981. ثم بدأت دراستها في الأنثروبولوجيا وعلم الاجتماع في الجامعة الأمريكية في بيروت.
في عام 1982 قامت إسرائيل بغزو لبنان. انتقلت الرشيد مرة أخرى إلى المملكة المتحدة ، أولاً إلى جامعة سالفورد، ثم إلى جامعة كامبريدج، حيث حصلت هُناك على الدكتوراه تحت إشراف الفيلسوف والعالم إرنست غيلنر.

## مؤهلاتها
- في عام 1989، حصلت على الدكتوراة في الأنثربولوجيا الاجتماعية من جامعة كامبردج.
- في عام 1986، حصلت على الماجستير في الأنثربولوجيا الاجتماعية من جامعة كامبردج.
- نظم المعلومات في علم الاجتماع والإنثربولوجيا من جامعة سالفورد عام 1985.

## منع الدخول للكويت
منعت الحكومة الكويتية دخولها إلى البلد عام 2010، ولم تذكر الدولة أي سبب للمنع. وانتقدت منظمة مراقبة حقوق الإنسان هذا القرار وجاء في بيان لها: «في 11 فبراير 2010  ألغى مسؤولوا الأمن الكويتيون تأشيرة دخول د. مضاوي الرشيد عالمة الإنثروبولوجيا بجامعة كينجز كوليدج البريطانية قبل أسبوع من زيارتها حيث كان من المقرر أن تتحدث الرشيد في محفل اقتصادي وتلقي محاضرة.». ونقلت عن الرشيد قولها قرار إلغاء التأشيرة ينبع من الضغط السياسي المُمارس من قبل المملكة العربية السعودية على الكويت.

## منشورات مختارة
تكتب مقالات رأي في جريدة "القدس العربي" وغيرها، ومن كتبها:
- 2018 : الرشيد. ميراث سلمان : مُعضلات عصر جديد في المملكة العربية السعودية، مطبعة جامعة أكسفورد.
- 2015 : الرشيد، الحداثيون الصامتون : الصراع على السياسة الإلهية في المملكة العربية السعودية، مطبعة جامعة أكسفورد.
- 2013 : الرشيد، دولة ذكورية في معظمها : النوع الاجتماعي والسياسة والدين في المملكة العربية السعودية ، كامبريدج : مطبعة جامعة كامبريدج.
- 2012 : م.الرشيد وم. شترين : إزالة الغموض عن الخلافة : الذاكرة التاريخية والسياقات المعاصرة، لندن: هيرست وشركاه.
- 2010 : الرشيد، تاريخ المملكة العربية السعودية ، الطبعة الثانية، كامبريدج: مطبعة جامعة كامبريدج.
- 2009 : م.الرشيد وم. شترين : الموت من أجل الإيمان: العنف بدوافع دينية في العالم المعاصر، لندن : أي بي توريس.
- 2008 : الرشيد، م. المملكة بلا حدود: التوسع السياسي والديني والإعلامي السعودي، لندن : هيرست وشركاه.
- 2007 : الرشيد، مسابقة الدولة السعودية: أصوات إسلامية من جيل جديد ، كامبريدج: مطبعة جامعة كامبريدج.
- 2005 : الرشيد، م. العلاقات العابرة للدول والخليج العربي، لندن : روتليدج.
- 2005 : الرشيد، مزاح الإصلاح في السعودية في القرن الواحد والعشرين، لندن: الساقي.
- 2004 : م.الرشيد، ور.فيتاليس مكافحة الروايات : التاريخ والمجتمع المعاصر والسياسة في المملكة العربية السعودية واليمن، نيويورك، بالغراف.
- 2002 : الرشيد، تاريخ المملكة العربية السعودية، كامبريدج: مطبعة جامعة كامبريدج. أيضا باللغات العربية والإسبانية والبولندية.
- 1998 : الرشيد، المسيحيون الآشوريون العراقيون في لندن: بناء العرقية، نيويورك : مطبعة إدوين ميلين.
- 1991 : الرشيد، السياسة في واحة عربية: سلالة الرشيدي القبلية ، لندن: أي بي توريس.